# Juan de Dios Caballero Reyes
Juan de Dios Caballero Reyes (ur. 23 czerwca 1931 w Canatlán) – meksykański duchowny rzymskokatolicki, w latach 1993–2008 biskup pomocniczy Durango.

## Życiorys
Święcenia kapłańskie przyjął 31 października 1954. 11 lipca 1978 został prekonizowany biskkupem Huejutla. Sakrę biskupią otrzymał 21 września 1978. 18 listopada 1993 zrezygnował z pełnionego urzędu i został mianowany biskupem pomocniczym Durango. 21 lipca 2008 przeszedł na emeryturę.